# 레스콜라-와그너 모델
레스콜라-와그너 모델(Rescorla- Wagner model) 또는 'R-W 모델'은 고전적 조건형성 모델로, 조건부(CS)와 무조건부(US) 자극 간의 연관성 측면에서 학습이 개념화된다.  강력한 CS-US 협동작용은 본질적으로 CS가 US을 신호하거나 예측한다는 것을 의미한다. 컨디셔닝하기 전에 피험자는 US에 놀랐지만 컨디셔닝 후에 CS가 US의 도래를 예측하기 때문에 피험자는 더 이상 놀라지 않을 것이라고 말할 수 있다. 이 모델은 컨디셔닝 프로세스를 개별 시험으로 캐스트하며,이 동안 자극이 존재하거나 부재할 수 있다. 시험에서 US의 예측 강도는 시험 동안 존재하는 모든 CS의 합쳐진 결합 강도로 표현 될 수있다. 이 모델의 기능은 이전 모델보다 크게 발전했으며 중요한 실험 현상, 특히 이로써 차단 효과에 대한 보다 효과적인 설명이 가능해졌다. 이 모델의 제안으로 인해 확장되고 연관된  수정, 대체 모델 및 많은 추가 결과가 발생했다. 일례로 한 연구에서는 "중뇌의 중배엽 DA 투영에서 도파민 뉴런의 위상 활동이 모델에 자세히 설명된 예측 오류 유형을 인코딩한다"고 제안한 것처럼  이 모델은 최근 몇 년 동안 신경 과학에 영향을 미쳤다.
레스콜라-와그너(Rescorla–Wagner) 모델은 1972년 심리학자 로버트 레스콜라(Robert A. Rescorla)와 앨런 와그너(Allan R. Wagner)가 연구 및 제안했다.

## 방정식
|                                                                |
| 학습에서 R-W 모델을 기준으로 수반성과 연합 강도(V), 총강도 (λ) |

{\displaystyle \Delta V=\alpha \beta (\lambda -\Sigma V)}

## 같이 보기
- 보상예측 오류(reward prediction error)
- 시간차 학습(temporal difference learning)
- 스트레스 요인